# Franz Isidor Proschko

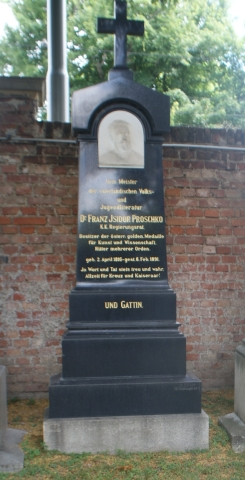
Grabstätte von Franz Proschko

Franz Isidor Proschko, Pseudonym: Franz von Hohenfurth, (* 2. April 1816 in Hohenfurth, Böhmen; † 6. Februar 1891 in Wien) war ein österreichischer Schriftsteller und Jurist.

## Leben
Ab 1828 besuchte er das Gymnasium in Budweis und studierte anschließend an der Universität in Prag Zivil- und Strafrecht. Nachdem er sein Studium an der Universität Wien mit einer juristischen Dissertation beendet hatte, nahm er eine Stelle als Praktikant im Polizeipräsidium in Linz an. Als solcher heiratete er auch und dort kam auch Ende Juli 1851 seine Tochter Hermine Camilla, später ebenfalls schriftstellerisch tätig, zur Welt. Proschko wurde am 22. Oktober 1853 zum Sekretär des Museum Francisco Carolinums in Linz ernannt.
Proschko war auch Polizeibeamter und nach einer Zwischenstation in Graz wurde er 1867 nach Wien versetzt. 1878 wurde ihm der Titel eines Polizeirats verliehen, 1883 ging er in Pension. Im Alter von 75 Jahren starb Franz Isidor Proschko am 6. Februar 1891 in Wien. Seine letzte Ruhestätte fand er in einem Ehrengrab auf dem Wiener Zentralfriedhof (Gruppe 0, Reihe 1, Nummer 37) zwischen den Komponisten Joseph Mayseder und Johannes Baptist Moser.
In Wien und Vyšší Brod (Hohenfurth) erinnern noch heute Gedenktafeln an ihn. In Linz gibt es den Proschkogang.

## Werke (Auswahl)
Insgesamt verfasste Proschko um die 75 Werke – vor allem Gedichte, Novellen und Romane. Für sein literarisches Schaffen wurde Proschko mehrfach geehrt. Von Kaiser Franz Joseph I. wurde er mit der Großen Goldenen Medaille für Kunst und Wissenschaft ausgezeichnet und Papst Pius IX. verlieh ihm den Georgsorden.
- Streifzüge im Gebiethe der österreichischen Geschichte und Sage. Liebeskind, Leipzig 1854. (mit Kapitel II: Kepler in Linz)
- Die Höllenmaschine. Historischer Roman aus der französischen Consular- und Kaiserzeit. Prag 1854.
- Der Jesuit. Geschichtlicher Roman aus der Zet des 30jährigen Kriegs. Sartorius, Wien 1857.
- Ein böhmischer Student (1861)
- Der Letzte der Rosenberger. Historischer Roman aus dem 17. Jahrhundert. Wien 1861.
- Ein Hexenprozess. Historischer Roman. Hartleben, Pest / Wien / Leipzig 1866. (über die Mutter des Astronomen Kepler)
- Die Nadel. Historischer Roman aus der französischen Geschichte. Hübner, Leipzig 1858 (2 Bde.)
- Leuchtkäferchen. Eine Sammlung von Fabeln und Parabeln. Manz, Regensburg 1857.
- Der schwarze Mann (1863)
- Deutschland und Ungarn. Günther, Leipzig 1867 (3 Bde.)
- Geschichte und Sage aus Mähren. Manz, Wien 1878.
- Maria Theresia. Manz, Wien 1876.
- Erasmus Tattenbach. Historischer Roman aus dem 17. Jahrhundert.